# Salvirola
Salvirola är en ort och kommun i provinsen Cremona i regionen Lombardiet i Italien. Kommunen hade 1 158 invånare (2018).